# Madatyphlops eudelini
Madatyphlops eudelini — вид змій родини сліпунів (Typhlopidae). Описаний у 2021 році. Виокремлений з Madatyphlops comorensis на основі ДНК-кодування, зовнішнього морфологічного дослідження та остеологічних даних 3D-реконструкції за допомогою мікро-КТ.

## Поширення
Ендемік острова Майотта в архіпелазі Коморських островів.

## Назва
Вид названо на честь Ремі Евделіна — учителя середньої школи, паратаксономіста, жителя Майотти, який знайшов типовий зразок виду.